# Danny Thomas
Danny Thomas, echte naam Amos Alphonsus Muzyad Yakhoob (Deerfield, 6 januari 1912 - Los Angeles, 6 februari 1991), was een Amerikaans komiek, acteur en televisieproducent van Libanese afkomst. Hij werd in 1971 genomineerd voor een Golden Globe voor zijn hoofdrol als Danny Williams in de komedieserie Make Room for Granddaddy. Daarnaast werd Thomas zeven keer genomineerd voor een Primetime Emmy Award, die hij voor zijn rol in Make Room for Daddy één keer daadwerkelijk won, in 1955. Tijdens de Emmy Awards 2005 werd hem postuum ook de Bob Hope Humanitarian Award toegekend voor zijn betekenis voor het vak.

## Carrière
Thomas werkte het overgrote deel van zijn carrière voor televisieproducties. Hij speelde zeven keer in een bioscoopfilm en vijf keer in een televisiefilm en is daarnaast te zien in rollen als wederkerend personage in meer dan 450 afleveringen van verschillende televisieseries. Daarvan is die als Danny Williams in Make Room for Daddy met 344 afleveringen het omvangrijkst. Hetzelfde personages speelde hij in 1970-1971 nog 22 keer in Make Room for Granddaddy.
Thomas' loopbaan als producent was helemaal exclusief voor televisie. Hij werkte als zodanig mee aan alles bij elkaar meer dan 500 afleveringen van televisieseries als The Real McCoys, The Joey Bishop Show, The Dick Van Dyke Show, The Guns of Will Sonnett en The Mod Squad. Ook werkte hij als producent aan zeventien televisiefilms, geen enkele voor het witte doek. Thomas' werk als producent was in vrijwel alle gevallen als uitvoerend producent. De enige uitzondering daarop is de televisiefilm Captain Newman, M.D. uit 1972, die hij samen met Richard Crenna volledig produceerde.

## Privé
Thomas trouwde in 1936 met Rose Marie Mantell Thomas (1914-2000), met wie hij samenbleef tot aan zijn overlijden. Samen met haar kreeg hij in 1937 dochter Marlo Thomas, in 1942 dochter Terre Thomas en in 1948 zoon Tony Thomas. Marlo trad in haar vaders voetsporen als actrice en televisieproducent en Tony als televisieproducent.

## Filmografie (acteur)

### Films
- Side by Side (1988, televisiefilm)
- The Cracker Brothers (1985, televisiefilm)
- Danny Thomas: Young & Foolish (1978, televisiefilm)
- Three on a Date (1978, televisiefilm)
- Journey Back to Oz (1974)
- Don't Worry, We'll Think of a Title (1966)
- Danny Thomas Reunion Special (1965, televisiefilm)
- The Jazz Singer (1952)
- I'll See You in My Dreams (1951)
- Call Me Mister (1951)
- Big City (1948)
- The Unfinished Dance (1947)

### Televisieseries
*Exclusief eenmalige verschijningen
- One Big Family - Jake Hatton (1986-1987, 25 afleveringen)
- I'm a Big Girl Now - Dr. Benjamin Douglass (1980-1981, negentien afleveringen)
- The Practice (1976-1977, 27 afleveringen)
- Make Room for Granddaddy - Danny Williams (1970-1971, 24 afleveringen)
- The Danny Thomas Hour - Verschillende (1967, 22 afleveringen)
- Make Room for Daddy - Danny Williams (1953-1964, 344 afleveringen)

## Filmografie (producent)

### Televisiefilms
- Featherstone's Nest (1979)
- Starting Fresh (1979)
- The Return of Mod Squad (1979)
- Samurai (1979)
- Three on a Date (1978)
- Remember When (1974)
- Captain Newman, M.D. (1972)
- Second Chance (1972)
- The Over-the-Hill Gang Rides Again (1970)
- Carter's Army (1970)
- The Ballad of Andy Crocker  (1969)
- The Pigeon (1969)
- The Monk (1969)
- Wake Me When the War Is Over (1969)
- The Over-the-Hill Gang (1969)
- Cricket on the Hearth (1967)
- Danny Thomas Meets the Comics (1965)

### Televisieseries
*Exclusief eenmalige producties
- The Mod Squad (1968-1973, 123 afleveringen)
- Make Room for Granddaddy (1970-1971, drie afleveringen)
- The Guns of Will Sonnett (1967-1969, vijftig afleveringen)
- Rango (1967, zeventien afleveringen)
- The Dick Van Dyke Show (1961-1966, 158 afleveringen)
- The Joey Bishop Show (1962-1965, 89 afleveringen)
- The Bill Dana Show (1964, twee afleveringen)
- The Real McCoys (1957-1963, 52 afleveringen)
- The Andy Griffith Show (1963, acht afleveringen)

- Bibliothèque nationale de France: cb177029129 (data)
- CiNii: DA1116613X
- Gemeinsame Normdatei: 11900562X
- International Standard Name Identifier: 0000 0000 7861 1603
- Library of Congress Control Number: n83154867
- MusicBrainz: db13b277-86d6-4f23-bcaa-d83039c0f5a2
- Nationale Bibliotheek van Israël: 987007349882205171
- SNAC: w6rd16pm
- Virtual International Authority File: 79407054
- WorldCat: E39PBJfcMJvymhKJgP33f7YXVC